# Phaeodarea
Os Phaeodarea (feodários) constituem um grupo de cromistas amebóides. Tradicionalmente, são considerados com um subgrupo dos radiolários, mas nas árvores filogenéticas têm sido colocadas junto aos cercozoários. Distinguem-se pela presença estrutural de uma cápsula central e pela presença de um phaeodium (feódio), ou seja, um agregado de partículas residuais na célula.
Os Phaeodarea produzem esqueletos ocos compostos por sílica amorfa e material orgânico, no interior da sua única célula, e raramente fossilizam. O endoplasma (porção da célula interior em relação à sua estrutura de sílica) é dividido por uma protuberância com três aberturas, uma das quais provida de pseudópodes utilizados na captura de alimento, enquanto que as outras permitem a passagem de microtúbulos que suportam os axópodes. Não apresentam qualquer relação simbiótica com algas, vivem geralmente abaixo da zona fótica e não segregam sulfato de estrôncio sob qualquer forma.